# 滕斯特賴克 (明尼蘇達州)
滕斯特賴克（英語：Tenstrike）是一個位於美國明尼蘇達州貝爾特拉米縣的城市。

## 人口
根據2020年美國人口普查的數據，滕斯特賴克的面積為11.66平方千米，當中陸地面積為8.57平方千米，而水域面積為3.09平方千米。當地共有人口186人，而人口密度為每平方千米16人。